# Im Grafeld
Im Grafeld ist ein Ortsteil im Stadtteil Hand von Bergisch Gladbach. 

## Geschichte
Die Siedlung Im Grafeld wurde nach der gleichnamigen alten Gewannenbezeichnung benannt, die im Urkataster im Bereich der heutigen Straße verzeichnet ist und deren Bestimmungswort bereits 1444 als Grafwege genannt wurde.

## Etymologie
Die Bedeutung des Bestimmungswortes Gra(f) ist nicht eindeutig zu bestimmen. Möglicherweise leitet es sich ab vom mittelhochdeutschen graft (= Graben), das in Flurnamen einen Wassergraben, einen kleinen Bach oder ein kleines stehendes Gewässer bezeichnet. Danach ist Grafeld ein Grabenfeld. Denkbar wäre aber auch ein Zusammenhang mit dem Grafenweg, der im 15. Jahrhundert genannt wurde und in seinem Verlauf der benachbarten Handstraße entsprach, die zum Boechholtz führte, einem Buchenbestand, der 1448 als Eigenbesitz der Herzöge von Berg erwähnt wurde.